# Peucedanum falcaria
Peucedanum falcaria är en flockblommig växtart som beskrevs av Porphir Kiril Nicolai Stepanowitsch Turczaninow. Peucedanum falcaria ingår i släktet siljor, och familjen flockblommiga växter. Inga underarter finns listade i Catalogue of Life.